# Robe d'avocat
Pour les articles homonymes, voir Robe et Costume d'audience.

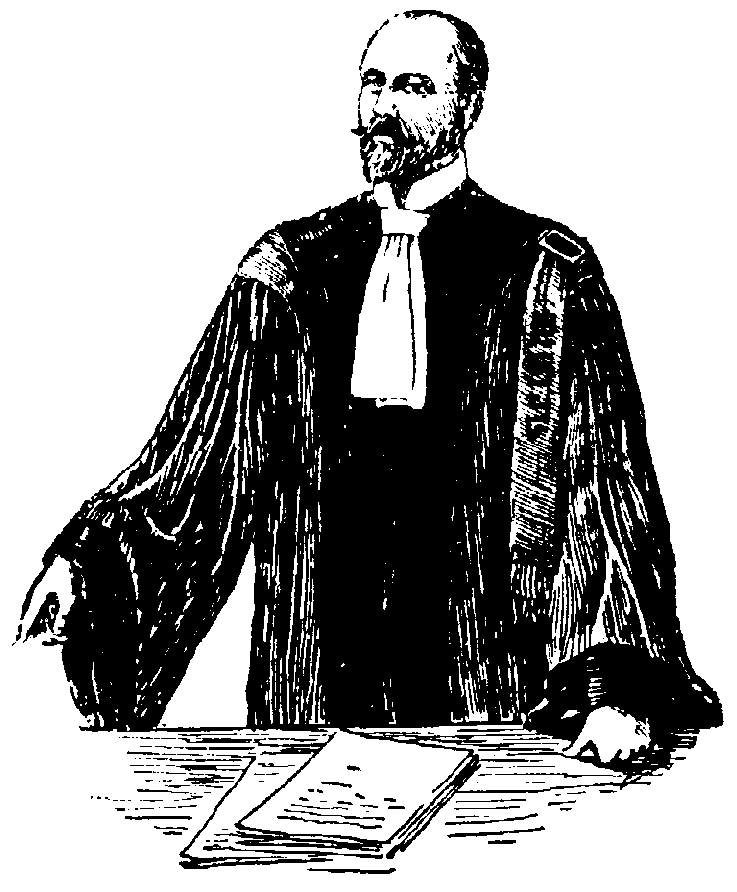
La robe d'un avocat français au XIXe siècle.

La robe d'avocat ou toge d'avocat est le vêtement porté par les avocats comme costume d'exercice professionnel, en particulier, pas exclusivement, lors des audiences. C'est une robe noire avec, dans certains pays un col blanc (Québec), voire vert (Pologne). L'épitoge peut être avec ou sans fourrure. Il existe des variations des accessoires selon les régions ou les pays (gants, perruque, toque…).
La robe d'avocat a été modifiée au fil du temps. Elle était initialement une soutane de religieux comportant, autrefois, les trente-trois boutons symbolisant l'âge du Christ à sa mort.
L'expression « gens de robe » désigne les juges et les avocats. La robe des avocats est à l'origine des patronymes Robinet et Robin, noms jadis donnés aux avocats.

## Par pays

### Belgique
Le costume des avocats fut rétabli par l'arrêté des consuls du 2 nivôse an XI (23 décembre 1802) qui règle le costume des membres des tribunaux, des gens de loi et des avoués ainsi rédigé : 

« aux audiences de tous les tribunaux, les gens de loi (c’est-à-dire les avocats) porteront la toge de laine fermée par devant, à manches larges, toque noire, cravate pareille à celle des juges (c’est-à-dire le rabat ou plus familièrement la bavette blanche plissée), cheveux longs ou rond. »

Le code judiciaire en son article 441 se borne à prévoir que les avocats porteront dans toutes leurs fonctions le costume prescrit par le Roi, et le Roi en son arrêté royal du 30 septembre 1968 (entré en vigueur le 1er novembre 1968) dispose que « la toge que portent les avocats est de tissu de laine noire, fermée devant, à manches larges et à rabat blanc plissé. Elle est revêtue de l'épitoge, pièce de tissu de laine noire, froncée en son milieu, garnie aux extrémités d'un rang de fourrure blanche, qui se place sur l'épaule gauche et pend sur la poitrine et sur le dos. » Il n'y a plus de prescription relative à la coiffure des cheveux.
Pour des raisons pratiques, devant les justices de paix dont le prétoire est situé en dehors de l'enceinte du palais de Justice et devant les commissions administratives, il est toléré que l'avocat plaide sans porter la robe. Sinon, pour toute démarche au palais (au greffe, auprès d'un magistrat du siège ou du parquet, auprès du bâtonnier), il est d'usage de porter la toge, par marque de déférence et parce qu'il agit alors en qualité d'avocat.
Le même arrêté royal prévoit que « les avocats peuvent en outre porter la toque de laine noire, garnie d'un galon de velours de même couleur [c'est-à-dire noire]. » Ceux qui s'en coiffent encore aujourd'hui font partie d'une espèce en voie de disparition. Son port par les avocats est facultatif alors que, pour les magistrats, un couvre-chef est prévu de manière obligatoire (mais ils l'ont aussi abandonné).

### France
En vertu de l'article 3 de la loi du 31 décembre 1971, les avocats « revêtent, dans l'exercice de leurs fonctions judiciaires, le costume de leur profession ». Les robes d'avocat sont souvent confectionnées sur mesure, de nos jours. Elles sont faites de différents tissus (panama, faille, serge, microfibre, tergal, fine laine, laine froide, soie, satin).
Le costume complet de l'avocat, se compose de :
- la robe noire
- le rabat
- l'épitoge : les avocats parisiens, selon un usage ancien remontant à la Révolution française, portent une épitoge sans hermine. Elle est herminée lors de la prestation de serment.

Les avocats titulaires d'un doctorat (usuellement en droit) portent une épitoge à trois rangs de fourrure. Cette tradition séculaire demeure un signe distinctif permettant de marquer leur grade académique et ce par exception au principe d'égalité d'apparence entre avocats.
Les douze secrétaires en exercice de la conférence du stage, ainsi que les anciens secrétaires, portent eux aussi l'hermine à l'épitoge.
Le bâtonnier et les membres du conseil de l'Ordre de Paris, durant leur mandat, portent une épitoge herminée.
Les avocats de province portent une épitoge herminée.
L'épitoge est portée à l'arrière de la robe. La partie la plus longue est placée devant pour les audiences solennelles.
- une toque : elle n'est plus utilisée. Désormais, elle désigne la case dans le vestiaire des avocats. Jusque dans les années 1970, ceux-ci communiquaient leurs pièces dans la boite de la toque. Le nom est resté.
- des gants blancs
- des accessoires supplémentaires peuvent être ajoutés : nœud papillon blanc lors de la prestation de serment…

Certains avocats portent également, sur leur robe, des décorations (Légion d'honneur, Ordre national du Mérite etc.). Les premiers avocats à avoir porté une décoration sur leur robe étaient des vétérans de la guerre de 1914, décorés à titre militaire. Aujourd'hui, le port de décoration dans les prétoires fait débat, tant pour les avocats que pour les magistrats.

#### Musée
Il existe à Paris le musée du Barreau de Paris, riche de collections, et situé à l'Hôtel de La Porte, 25 rue du Jour, non loin du palais de justice de Paris et de l'église Saint-Eustache. Deux autres lieux d'expositions existent, à Strasbourg et Pontoise.

### Italie
Le costume des avocats italiens est régi par le R.D.L. du 27 novembre 1933, n. 1578 relatif à l'Ordinamento delle professioni di avvocato e procuratore.
L'art. 104 prévoit que pour les avocats la toge est ouverte, avec un col large de vingt centimètres et ourlé de bande de velours de trois centimètres de haut, avec des manches ourlées de bande de velours de dix centimètres de haut. La toge est aussi pourvue de cordons et rosettes d'argent tressé avec de la soie noire, ou d'or tressé avec de la soie noire (dans des proportions respectives de deux tiers, un tiers) selon que celui ou celle qui la porte est inscrit au barreau ou bien au barreau spécial dont question à l'art. 17 de la loi 25 mars 1926, n. 453. La cravate très ample est de batiste blanche, ornée d'une bande de velours.
Les avocats et les procureurs doivent être ainsi vêtus aux audiences des tribunaux et des cours, ainsi que devant les juridictions indiquées dans l'alinéa de l'art. 4 de prédite loi et devant les conseils de l'ordre et le conseil supérieur judiciaire (consiglio superiore forense). Ceux qui ne s'y conforment pas sont passibles de sanction disciplinaire.

### Québec
Au Québec, les règles de pratique de la Cour supérieure du Québec en matière pénale prescrivent (D. 1112-2001, a. 6) :

« À l'audience du tribunal, la tenue suivante est de rigueur :

a) pour l'avocat : toge, rabat, col blanc et tenue vestimentaire foncée ;

b) pour le stagiaire : toge et tenue vestimentaire foncée ;

[…]

Toutefois, le port de la toge n'est pas requis durant les mois de juillet et août. NOTE:  cette exception a été abolie depuis le 1er janvier 2016. La toge noire et le rabat blanc sont maintenant exigés en tout temps. »

Le règlement de la Cour du Québec, prévoit, notamment, quant à lui :

« 6. En chambre civile, dans les causes contestées au fond ainsi qu'à la division des petites créances, en chambre criminelle et pénale pour toutes enquêtes et auditions et en tout temps en chambre de la jeunesse, […] aucun avocat n'est admis à s'adresser au tribunal sans être revêtu soit d'une toge noire avec veston noir, pantalon foncé et chemise, col et rabat blancs, soit d'une toge noire fermée devant, à encolure relevée, manches longues et rabat blanc.

L'avocate peut porter, au lieu de ce qui précède, toge noire et rabat blanc avec robe noire à manches longues ou jupe ou pantalon foncés et chemisier blanc à manches longues.

7. En chambre civile, dans les causes contestées au fond, en chambre criminelle et pénale pour toutes enquêtes et auditions et en tout temps en chambre de la jeunesse, le stagiaire n'est pas admis à s'adresser au tribunal sans être revêtu soit d'une toge noire avec complet foncé, chemise blanche et cravate foncée, soit d'une toge noire fermée devant, à encolure relevée et manches longues.

La stagiaire peut porter, au lieu de ce qui précède, toge noire avec jupe ou pantalon foncés et chemisier blanc à manches longues ou avec un vêtement foncé.

8. Dans les affaires où le port de la toge n'est pas requis, l'avocat ou le stagiaire porte pantalon, veston, chemise et cravate sobres et l'avocate ou la stagiaire porte jupe ou pantalon avec chemisier et veston ou une robe sobres. »

### Suisse
Chaque canton a ses propres usages en rapport avec le port de la robe.

#### Canton de Neuchâtel[8]
- Article premier. Aux audiences de débats du Tribunal cantonal ou de ses sections, de la cour d'assises, des tribunaux correctionnels et des tribunaux matrimoniaux, les magistrats de l'ordre judiciaire portent la robe.
- Art. 2. Sont magistrats, au sens du présent règlement, les juges cantonaux, le procureur général, son substitut, les présidents des tribunaux de district et les suppléants de ces magistrats.
- Art. 3. De drap noir, ample et longue, la robe, dont un modèle est déposé au greffe du Tribunal cantonal, a des manches évasées, à revers de soie noire. Un collet de même drap, bordé d'hermine et s'ouvrant sur la poitrine, entoure son col droit, fermé par un rabat blanc. La bordure d'hermine ornant le collet a une largeur apparente de trois centimètres, pour les présidents des tribunaux et leurs suppléants, et de six centimètres, pour le procureur général et son substitut. Elle est de deux bandes, de trois centimètres chacune, séparées par un intervalle de quatre centimètres, pour les juges cantonaux.
- Art. 4. Lorsqu'ils exercent accessoirement des fonctions judiciaires exigeant le port de la robe, les membres du barreau peuvent revêtir leur robe d'avocat s'ils en remplacent l'épitoge par le collet réglementaire.
- Art. 5. Les présidents de tribunaux et leurs suppléants, appelés à siéger occasionnellement dans une juridiction supérieure, ne changent pas de collet.
- Art. 6. Le port de la robe hors des audiences désignées à l'article premier peut être autorisé par décision du Tribunal cantonal, pour certaines manifestations officielles.
- Art. 7. Tout avocat comparaissant comme mandataire à une audience où le port de la robe de magistrat est prescrit porte la robe d'avocat. La robe d'avocat est semblable à la robe de magistrat, sinon que le collet est remplacé par une épitoge bordée d'hermine. Le stagiaire porte la robe sans épitoge.
- Art. 8. Les magistrats, avocats et stagiaires, lorsque le port de la robe ne leur est pas prescrit, ainsi que les juges prud'hommes, jurés et greffiers, se présentent, à toute audience, dans une tenue correcte, répondant aux exigences de la dignité de la justice. La correction vestimentaire s'apprécie selon les circonstances, le port du veston et de la cravate étant la règle pour les hommes.

#### Canton de Fribourg
Dans le canton de Fribourg, la robe des magistrats et des avocats, ample et longue, avec des manches évasées, est fermée sur le devant par une rangée de boutons, a un col au ras du cou et se porte avec un rabat plissé blanc et une épitoge herminée. Portée sur l'épaule gauche, l'épitoge se compose de deux brins : le bout large et court se porte dans le dos, et le bout long et fin sur la poitrine. L'ancienne pratique de certains avocats, selon laquelle les deux brins étaient rejetés en arrière, est tombée en désuétude.
- Les avocats et les stagiaires portent la robe noire avec l'épitoge herminée noire
- Les procureurs du Ministère public portent la robe noire avec l'épitoge herminée rouge
- Les magistrats des tribunaux de première instance ne portent pas la robe, à l'exception des juges et du greffier du Tribunal pénal économique, qui portent une robe noire, sans épitoge ni rabat (art. 17 al. 3 du règlement du TPE)
- Les magistrats des Cours d'appel du Tribunal cantonal portent la robe rouge avec l'épitoge herminée rouge. Le greffier de la Cour d'appel porte lui une robe noire avec épitoge herminée noire.